# 布雷特·斯蒂芬斯
布雷特·路易斯·斯蒂芬斯（Bret Louis Stephens，1973年11月21日—）是一位美国保守派记者、编辑和专栏作家。

## 生平
他的祖父路易斯·埃利希 (Louis Ehrlich) 於1901年生于基希讷乌。基希涅夫反猶騷亂發生后，他与家人逃往纽约，并将家族姓氏改为斯蒂芬斯（姓氏來自诗人詹姆斯·斯蒂芬斯）。 路易斯·斯蒂芬斯 (Louis Stephens) 又搬到墨西哥城，在那里他创立了通用产品公司 (General Products) 。 他的妻子是安妮特·马戈利斯，兩人育有两个儿子：查尔斯·J·斯蒂芬斯 (Charles J. Stephens) 和路易斯。
查尔斯的妻子是齐妮娅。兒子是布雷特·斯蒂芬斯，生於紐約。查爾斯夫婦也带着刚出生的儿子布雷特搬到墨西哥城。查爾斯後來擔任通用产品公司 (General Products)的副總裁。查爾斯夫婦都是世俗化的猶太人。布雷特從小在墨西哥长大，能說一口流利的西班牙语。 青少年时期，他在就讀於马萨诸塞州康科德市的米德尔塞克斯学校。
2002年至2004年，他是耶路撒冷邮报的主编。
斯蒂芬斯曾担任华尔街日报的外交政策专栏作家和社论版副编辑。斯蒂芬斯曾于2013年获得普利策评论奖。
2017年以来，他一直在纽约时报专栏發表文章，他還是NBC新聞的高级撰稿人。2021年起，他担任《SAPIR：犹太对话杂志》的主编。他也是該雜誌的首位主編。
斯蒂芬斯主張新保守主義，而且他反对唐纳德·特朗普，他被外界視為反對川普的中右翼人士。